# Protestas de Wukan
Las protestas de Wukan, también conocidas como el asedio de Wukan, fueron una serie de propuestas contra la corrupción de los gobernantes del lugar, los cuales fueron desalojados por la población local. Ante esta situación, la policía asedió el pueblo y efectuó detenciones masivas de protestantes.

## Las Protestas

### Comienzo de las protestas
Las protestas comenzaron cuando los gobernantes locales informaron de las expropiaciones que se iban a llevar a cabo a gran cantidad de habitantes de la aldea de Wukan. La población local no aceptó esto de buen grado, ya que en muchas ocasiones estas expropiaciones no se hacen con el debido pago a los expropiados, siendo la cantidad pagada por el terreno muy baja o incluso, en casos extraños, sin ninguna clase de pago por los bienes expropiados.
A mediados de septiembre, la población de Wukan decidió tomarse la justicia por su mano y expulsaron a las autoridades locales de la aldea. Al mismo tiempo que pusieron a Xue Jimbo como subdirector del comité provisional de representantes, lo cual provocó que las autoridades expulsadas lo calificasen de ilegal.

### Protestas modestas
Durante el resto del mes de septiembre y en el mes de octubre, la situación en Wukan quedó en un tenso status quo, ya que las protestas cesaron en número, pero sin la vuelta de los dirigentes locales. 
Esto dejó una situación en Wukan de gobierno provisional de los manifestantes que se decidieron a esperar pacientemente a la resolución sobre las compensaciones económicas por las 165 hectáreas de tierras de cultivo expropiadas que habían sido la mecha que comenzó las protestas.

### Nuevas protestas
En noviembre, ante la nula respuesta de las autoridades, los representantes de los protestantes movilizaron a la población par efectuar nuevas protestas en la aldea de Wukan, mientras transmitían su intención de trasladar las protestas a la ciudad de Lufeng si las autoridades seguían sin prestarles atención ni solucionaban el tema de las expropiaciones ilegales.
En diciembre, la situación en Wukan había pasado a ser la de un núcleo situado. Los protestantes habían rodeado el pueblo de troncos para impedir el paso de los vehículos de las fuerzas de seguridad y se habían armado incluso con lanzas caseras.
A comienzos de ese mes las protestas también se intensificaron, lo que hizo que aumentara la cobertura de las mismas gracias a los periodistas extranjeros.

### Fin de las protestas
El 22 de diciembre, Lin Zuluan (quien ocupó el puesto de Xue Jimbo tras el fallecimiento de este, y que más tarde se convertiría en alcalde de Wukan) informó de que las protestas de Wukan habían llegado a su fin con la condición de que se cumpliesen los compromisos adquiridos por las autoridades.

## Censura de la información durante las protestas
Las autoridades de la República Popular China intentaron censurar casi toda la información que se pudiera proveer desde la aldea de Wukan. Incluso con la táctica de "asediar" el pueblo con el uso de la policía armada para que las autoridades provisionales que representaban a los protestantes no diesen información a los periodistas extranjeros en la zona, que poco a poco aumentaban en número.

## Posturas ante las protestas
Los líderes de los rebeldes intentaron hacer uso de los periodistas extranjeros destacados en la zona con la intención de que cuantos más de estos hubieran y más información ofreciesen a la policía le sería más difícil atacar a los protestantes o hacer uso de tácticas violentas en general para poner fin a las protestas.
Por su parte, las autoridades de la República Popular China intentaron en un principio llevar a cabo una censura, para más tarde dar una imagen de apertura y mostrar en sus televisiones una información sesgada sobre las protestas. Se grabó un documental sobre las mismas en el cual se decía que unos 400 manifestantes habían provocado destrozos en Lufeng y habían atacado y dañado vehículos de la Policía, cosa que Lin Zulian negó en rotundo.